# سول كاليبر 2
سول كاليبر 2 (ソウルキャリバーII Sōrukyaribā Tsū) هي لعبة أركيد قتالية صدرت عام 2002، أنتجها ستوديو بروجكت سول الياباني ونشرتها شركة نامكو اليابانية على أجهزة  ألعاب الصالات، إكس بوكس، بلاي ستيشن 2 ونينتندو غيم كيوب، وهي الإصدار الثالث في  سلسلة سول كاليبر.
تدور حبكة اللعبة حول السلاح الأسطوري Soul Edge الذي تم تحطيمه إلى أجزاء ، حيث تسعى شخصيات مختلفة إلى جمع كل القطع لامتلاك السلاح الكامل أو تدميره مرة واحدة وإلى الأبد. مقارنةً بـ Soulcalibur ، أدخلت Soulcalibur II تحسينات في الرسومات ونظام اللعبة وقدمت العديد من الشخصيات الجديدة والضيف. هذه هي أول لعبة من سلسلة سول كاليبر تصور ثلاثية عام 1590 م ، والتي تنتهي في Soulcalibur IV .
حققت اللعبة نجاحًا نقديًا وتجاريًا ، مع إدخال شخصيات ضيوف إلى المسلسل ، ولا سيما Link على إصدار GameCube ، الذي أشاد به النقاد والجماهير على حد سواء. تم إصدار منفذ عالي الدقة ، بعنوان SoulCalibur II HD Online ، لجهاز PlayStation 3 وXbox 360 في عام 2013.

## روابط خارجية
- الموقع الرسمي باللغة اليابانية

- Soulcalibur II

1. ↑  إلكترونيك آرتس published and distributed the PS2 and Xbox versions[1] and نينتندو co-published and distributed the GameCube version in Europe, respectively.[2]
بانداي نامكو إنترتينمنت published the HD version worldwide.